# Solztalradweg
Der Solztalradweg ist ein Radwanderweg zwischen Bad Hersfeld an der Fulda und Philippstal an der Werra. Die ersten 15 Kilometer verlaufen bis auf wenige Ausnahmen auf der ehemaligen Bahntrasse der Hersfelder Kreisbahn im Solztal bis nach Schenklengsfeld. Dabei wird eine Höhendifferenz von 120 Metern überwunden. Der weitere Weg nach Philippsthal führt über Rad- und Wirtschaftswege. Der Solztalradweg ist heute Teil des BahnRadwegs Hessen. Für weitere Details siehe auch dort.

## Geschichte
Nachdem im Dezember 1993 die Hersfelder Kreisbahn partiell stillgelegt worden war, wurde 1999 mit dem Abbau der Gleise auf dem Teilstück zwischen Bad Hersfeld und Schenklengsfeld begonnen. Die Gesamtstrecke ist nach wie vor Bahnstrecke und bleibt auch als solche gewidmet. Die Bahnstrecke von Schenklengsfeld nach Heimboldshausen wurde am 11. September 2009 an einen Museumseisenbahnverein verkauft. Die Asphaltierungsarbeiten wurden bis Herbst 2003 abgeschlossen; allerdings musste die Fuldabrücke bei Bad Hersfeld im Jahr 2005 restauriert werden. Im April 2008 wird eine bessere Anbindung des Radwegs an den Bahnhof Bad Hersfeld realisiert und das bisher nicht ausgebaute Teilstück vor Malkomes auf der Bahntrasse asphaltiert.

## Anschluss an andere große Radwege
- Hessischer Radfernweg R1 bei Bad Hersfeld
- Werratalradweg in Philippsthal.